# The Bankrobber
The Bankrobber sono un gruppo rock alternativo Italiano formato a Riva del Garda nel 2008.

## Storia del Gruppo

### Membri e formazione
La band è composta dai fratelli Giacomo Oberti (voce, chitarra) e Maddalena Oberti (tastiere, voce), Andrea Villani (basso, cori) e Neri Bandinelli (batteria, cori ). Attualmente sotto Vrec Music Label. Il nome deriva dall'omonima canzone dei Clash e il loro suono è influenzato dalla new wave, alternative rock e post-punk.
I Bankrobber hanno iniziato il loro percorso grazie alla vittoria del concorso nazionale Rock Targato Italia nel 2009 poco dopo essersi formati, iniziando a suonare costantemente per tutto lo stivale. Tra i concorsi e premi vinti dal gruppo spicca anche il "New Beat Contest" organizzato nel 2013 da ESU Verona. e Suoni Universitari a Trento nel 2015

## Prime pubblicazioni e Tour
Nel 2012 la loro cover di Señorita di Enrico Ruggeri viene inclusa nell'album tributo Le canzoni ai testimoni (Universal Music), insieme a riletture ad opera di Boosta, Linea 77, Marta sui Tubi, Bugo, Vanilla Sky e altri, e proprio con il cantautore milanese i Bankrobber avranno modo di esibirsi dal vivo in più di un'occasione.

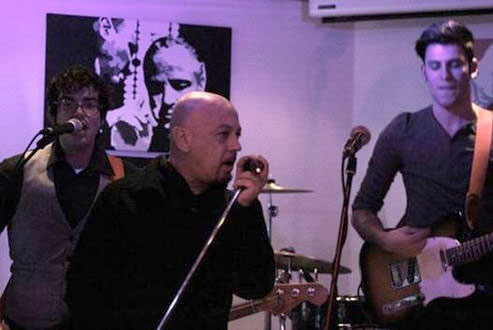
The Bankrobber sul palco con Enrico Ruggeri

Tra il 2013 e il 2017, inoltre, condivideranno la scena con numerosi altri artisti di fama, come Dropkick Murphis, Graham Candy, A Toys Orchestra, Andrea Appino,, Andy Fluon, Kutso, Il Pan del Diavolo, Nobraino, J-Ax, Baby K, Mario Venuti, Giorgio Poi e Jack Jaselli.
Nel 2015 la band torna a far parlare di sé con la realizzazione di una cover di Always on My Mind, famoso successo di Elvis Presley, e del brano originale Good Road to Follow.
Il 2016 è la volta dell'EP The Land of Tales, da cui verranno estratti i singoli Childhood e Pier39.
Nel 2017 vengono selezionati da Radio Deejay per prendere parte al tour estivo "Deejay On Stage" a Riccione, in cui sono introdotti da Andrea e Michele e Rudy Zerbi, e nel settembre di quell'anno sono in rotazione su Mtv (Italia) per l'"Artista della settimana".
Il gruppo poi inizia a lavorare al nuovo album Missing edito da Vrec Music Label e distribuito da Audioglobe, anticipato dai singoli Closer e Afraid. Per la realizzazione della copertina la band collaborano il fotografo Daniele Magoni e l'artista Laurina Paperina.

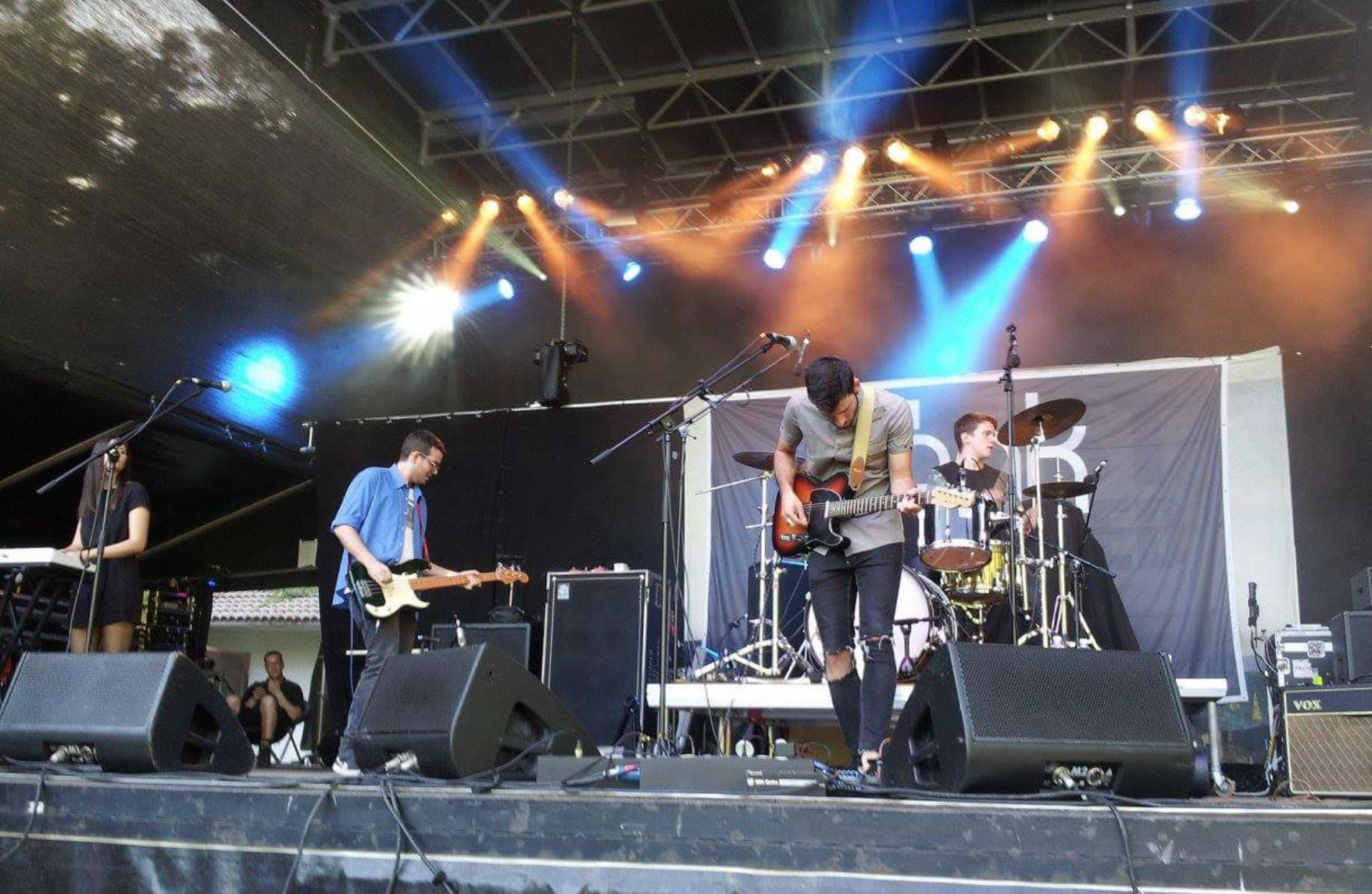
The Bankrobber live at Rock the Lahn Festival 2016

Nel dicembre 2017 vincono l'Akademia Music Award di Los Angeles con Closer, premiata come "Best Alternative Rock Song". Grazie a questo riconoscimento, il brano verrà passato in rotazione in 25 diverse radio tra America, Europa, Asia e Australia.

### Tour Europei
Nel febbraio 2018 pubblicano il nuovo album e intraprendono un tour tra Italia, Francia, Spagna e Portogallo.
Dopo l'uscita della versione in vinile "Deluxe" di Missing, nel 2019 la band parte per un nuovo tour di oltre venti date in tutta Europa, suonando anche in alcune capitali europee tra cui Londra, Amsterdam e Praga.
A Febbraio 2021, il singolo Blood da poco uscito viene inserito da Spotify Italia nella playlist editoriale Rock Italia insieme ad altri artisti della scena alternativa italiana.
Quest'ultimo singolo, e il successivo Carry Me On (pubblicati rispettivamente a novembre 2020 e maggio 2021), entrano quindi a far parte della colonna sonora del cortometraggio Amore cane di Jordi Penner, presentato in diversi festival nazionali ed internazionali, premiato nell'agosto 2021 al Festival Videocorto Nettuno per la miglior Colonna Sonora.

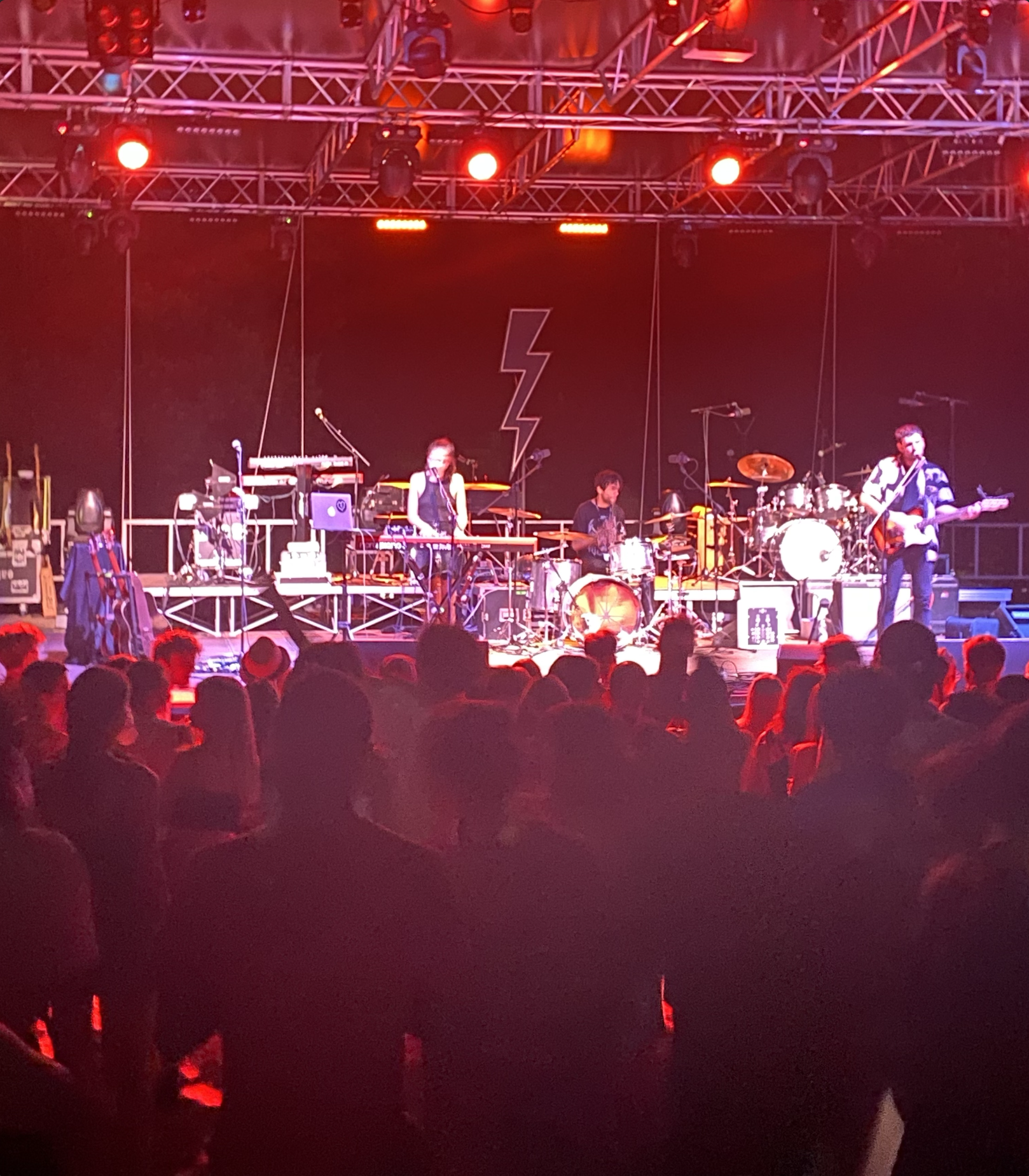
The Bankrobber live at Anti Social Social Park 2022

Nel 2022 la pubblicazione dei nuovi singoli e dell'album Lighters And Lovers porta la band a girare ancora l'Europa per un tour promozionale che li vedrà suonare nei Club di Francia, Germania, Svizzera, Italia e Spagna per un totale di 30 date.

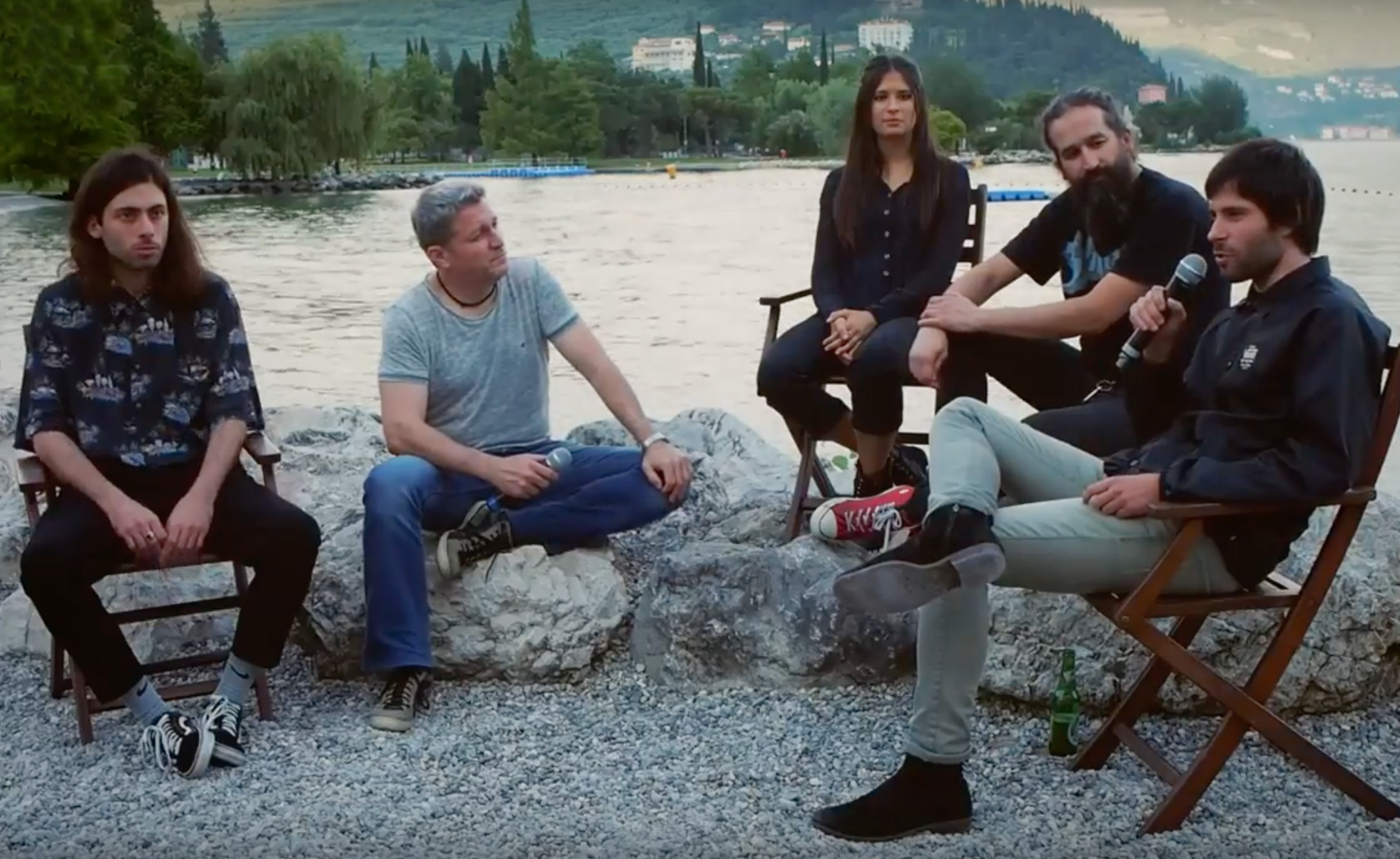
The Bankrobber Interview

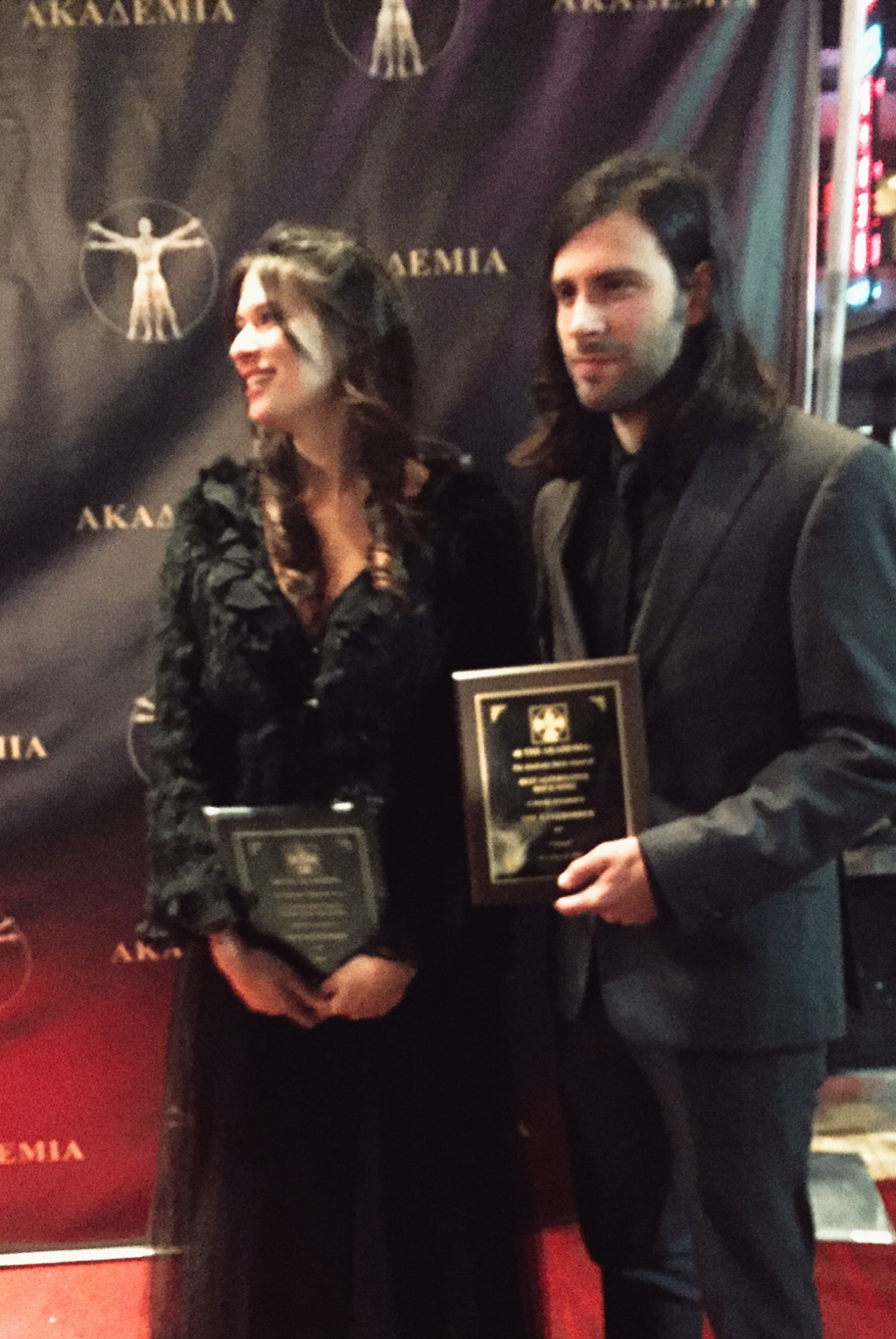
Akademia Music Awards 2018 Red Carpet - Pasadena

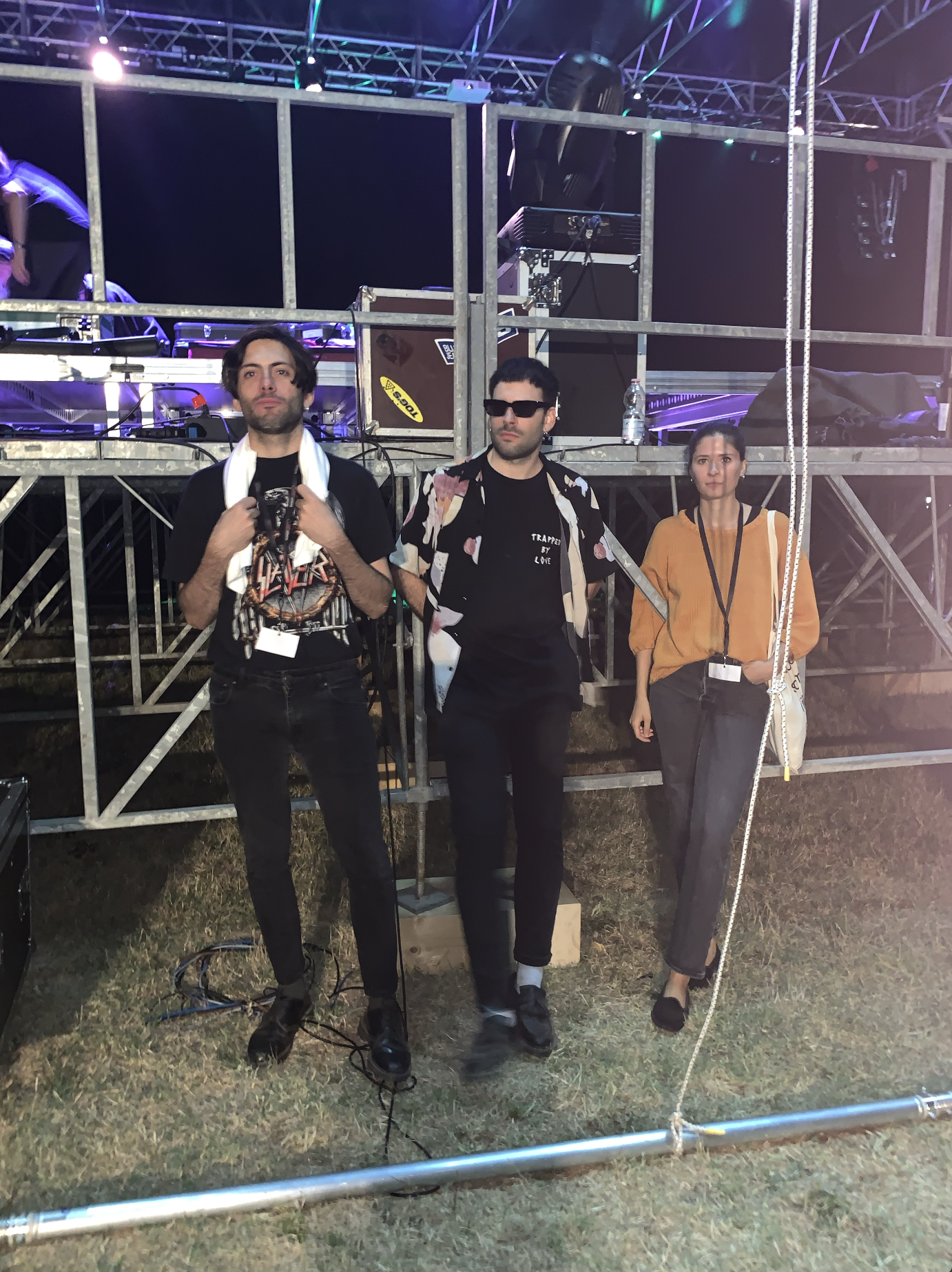
The Bankrobber - Lighters And Lovers Tour Backstage

L'album Lighters And Lovers viene inserito da Sky tg24 tra i 45 migliori album italiani del 2022 tra artisti del calibro di Coma Cose, Dardust, Marco Mengoni, Verdena e tanti altri.

## Premi e riconoscimenti
- 2009 - Rock Targato Italia
- 2013 - New Beat Contest
- 2015 - Suoni Universitari
- 2017 - Akademia Music Award
- 2021 - Videocorto Nettuno (Miglior Colonna Sonora)

## Formazione
- Giacomo Oberti - voce, chitarra
- Andrea Villani - basso, cori
- Maddalena Oberti - voce, tastiere
- Neri Bandinelli - batteria

## Discografia

### Album in studio
- 2014 - Gazza ladra (Alka Record Label)[19]
- 2018 - Missing (Vrec Music Label/Audioglobe)
- 2022 - Lighters And Lovers (Very Music Label/Wires Records/Audioglobe)

### EP
- 2016 - The Land of Tales (Alka Record Label)
- 2022 - Lighters (Vrec Music Label/Wires Records)

#### Singoli
- 2012 - Senorita feat. Enrico Ruggeri (Universal Music)
- 2016 - Good Road to Follow (Alka Record Label)
- 2016 - Childhood (Alka Record Label)
- 2016 - Pier 39 (Alka Record Label)
- 2017 - Closer (Vrec Music Label/Audioglobe)
- 2017 - Afraid (Vrec Music Label/Audioglobe)
- 2018 - A Good Guy With a Gun (Vrec Music Label/Audioglobe)
- 2018 - My Revolution (Vrec Music Label/Audioglobe)
- 2019 - Pier 39 (Acoustic Version) [Vrec Music Label]
- 2019 - Gold (Acoustic Version) [Vrec Music Label]
- 2020 - I.A.M.N.A.Y.A.M.D. (Always in My Nightmare) [Vrec Music Label]
- 2020 - Blood (Wires Records)
- 2021 - Carry Me On (Vrec Music Label/Wires Records)
- 2021 - Leash Died (Shouldn't Cry) [Vrec Music Label/Wires Records]
- 2022 - White Skin (Vrec Music Label/Wires Records)
- 2022 - Bury Me Softly (Vrec Music Label/Wires Records)
- 2022 - Hate Me (Vrec Music Label/Wires Records)
- 2022 - White Skin (Remixes) by Common Flaws and Max Granata [Vrec Music Label/Wires Records]
- 2022 - Kill My Name (Vrec Music Label/Wires Records)

## Videografia

### Videoclip
- 2013 - Piccole Maschere
- 2013 - Senorita feat. Enrico Ruggeri
- 2014 - Ingrati come mai
- 2014 - Distanza Gelida
- 2015 - Always On My Mind
- 2016 - Good Road to Follow
- 2016 - Childhood
- 2016 - Pier 39
- 2017 - Closer
- 2017 - Afraid
- 2018 - A Good Guy With A Gun
- 2019 - My Revolution
- 2020 - Blood
- 2021 - Carry Me On
- 2022 - Leash Died (Shouldn't Cry)
- 2022 - White Skin